# 鐘樂安
鐘樂安（Leon Jones，1998年2月28日—），生於蘇格蘭，香港足球運動員，司職後衛。

## 球會生涯
鐘樂安的母親為香港人，父親則是蘇格蘭人，他出身自蘇格蘭足球超級聯賽球隊赫斯的青訓，後來到美國升學，期間曾為國家大學體育協會球隊肯塔基山貓出戰D1賽事。完成學業後，他在蘇格蘭足球冠軍聯賽球隊丹夫林出道。2022年年末，港超聯球隊東方宣布簽入鐘樂安。
2022年12月26日，東方於高級組銀牌賽4強，以1比0擊敗標準流浪，晉級決賽。鐘樂安首次為東方上陣。
2024年6月，鐘樂安約滿離開東方。7月2日，鐘樂安加盟港超聯球隊傑志。

## 國際賽生涯
鐘樂安曾入選蘇格蘭U15、U16青年隊。
2023年2月22日，据报道鐘樂安已获得香港特别行政区护照，从而有资格代表香港参加国际比赛。
2024年6月6日，鐘樂安首次代表香港出战世界杯预选赛，对手是伊朗队。他首发出场72分钟，伊朗队以4比2获胜。

## 榮譽
芝加哥聯
- Great Lakes Division冠軍 : 2019[4]

東方
- 香港足總盃冠軍（2023–24季度）

## 外部連結
- Kentucky Wildcats bio （页面存档备份，存于）
- 香港足球總會網頁球員註冊資料 （页面存档备份，存于）